# المسار الأزرق
المسار الأزرق (بالبرتغالية: O Último Azul) هو فيلم دراما ديستوبي برازيلي صدر عام 2025، من إخراج غابرييل ماسكارو. يقوم ببطولته دينيس واينبرغ ورودريغو سانتورو، يروي الفيلم قصة تيريزا البالغة من العمر 77 عامًا، التي تُجبر على التقاعد من عملها وتوضع تحت وصاية ابنتها. لكن الابنة ترفض أمر الإخلاء الحكومي المفروض على السكان المسنين المتزايدين، لتبدأ الأم رحلة عبر الأمازون بدلاً من ذلك.
عُرض الفيلم عالميًا ضمن المسابقة الرئيسية لمهرجان برلين السينمائي الدولي الـ75 في 16 فبراير 2025، حيث فاز بجائزة الدب الفضي الكبرى من لجنة التحكيم.